# Maximiliano Díaz
Maximiliano Andrés Díaz (Merlo, 15 novembre 1988) è un triplista argentino.

## Biografia
Díaz ha debuttato con i colori dell'Argentina nelle competizioni internazionali a partire dal 2009 nel salto triplo. Oltre ad aver vinto una medaglia di bronzo al proprio debutto ai Campionati sudamericani di Lima, nella medesima competizione ha raggiunto il gradino più alto del podio nel 2011 e successivamente nel 2019. A livello mondiale è approdato ai Mondiali di Taegu 2011, fermandosi in qualificazione.

## Palmarès
| Anno | Manifestazione                 | Sede              | Evento         | Risultato | Prestazione | Note             |
| ---- | ------------------------------ | ----------------- | -------------- | --------- | ----------- | ---------------- |
| 2008 | Campionati sudamericani        | Lima              | Salto triplo   | Bronzo    | 15,49 m     |                  |
| 2010 | Campionati sudamericani U23    | Medellín          | Salto in lungo | 5º        | 7,32 m      |                  |
| 2010 | Campionati sudamericani U23    | Medellín          | Salto triplo   | 4º        | 16,00 m     |                  |
| 2010 | Campionati sudamericani U23    | Medellín          | 4×400 m        | 5º        | 3'16"31     |                  |
| 2010 | Campionati ibero-americani     | San Fernando      | Salto in lungo | 6º        | 6,81 m      |                  |
| 2010 | Campionati ibero-americani     | San Fernando      | Salto triplo   | 12º       | 15,60 m     |                  |
| 2011 | Campionati sudamericani        | Buenos Aires      | Salto in lungo | 7º        | 7,26 m      |                  |
| 2011 | Campionati sudamericani        | Buenos Aires      | Salto triplo   | Oro       | 16,51 m     | Record nazionale |
| 2011 | Mondiali                       | Taegu             | Salto triplo   | 26º (q)   | 15,91 m     |                  |
| 2011 | Giochi panamericani            | Guadalajara       | Salto triplo   | 4º        | 16,47 m     |                  |
| 2012 | Campionati ibero-americani     | Barquisimeto      | Salto triplo   | 10º       | 14,83 m     |                  |
| 2013 | Campionati sudamericani        | Cartagena         | Salto triplo   | 7º        | 14,98 m     |                  |
| 2014 | Giochi sudamericani            | Santiago del Cile | Salto triplo   | 6º        | 15,39 m     |                  |
| 2015 | Campionati sudamericani        | Lima              | Salto triplo   | 6º        | 15,36 m     |                  |
| 2015 | Campionati ibero-americani     | Rio de Janeiro    | Salto triplo   | 5º        | 15,31 m     |                  |
| 2017 | Campionati sudamericani        | Asunción          | Salto triplo   | 5º        | 15,82 m     |                  |
| 2018 | Giochi sudamericani            | Cochabamba        | Salto triplo   | 5º        | 15,74 m     |                  |
| 2018 | Campionati ibero-americani     | Trujillo          | Salto triplo   | 4º        | 15,90 m     |                  |
| 2019 | Campionati sudamericani        | Lima              | Salto triplo   | Oro       | 16.23 m     |                  |
| 2019 | Giochi panamericani            | Lima              | Salto triplo   | 10º       | 15,97 m     |                  |
| 2020 | Campionati sudamericani indoor | Cochabamba        | Salto triplo   | Bronzo    | 16,52 m     | Record nazionale |
| 2020 | Campionati sudamericani indoor | Cochabamba        | 4×400 m        | Argento   | 3'29"45     |                  |
| 2021 | Campionati sudamericani        | Guayaquil         | Salto triplo   | 4º        | 16,20 m     |                  |
| 2023 | Campionati sudamericani        | San Paolo         | Salto triplo   | 8º        | 15,86 m     |                  |